# 板谷茂

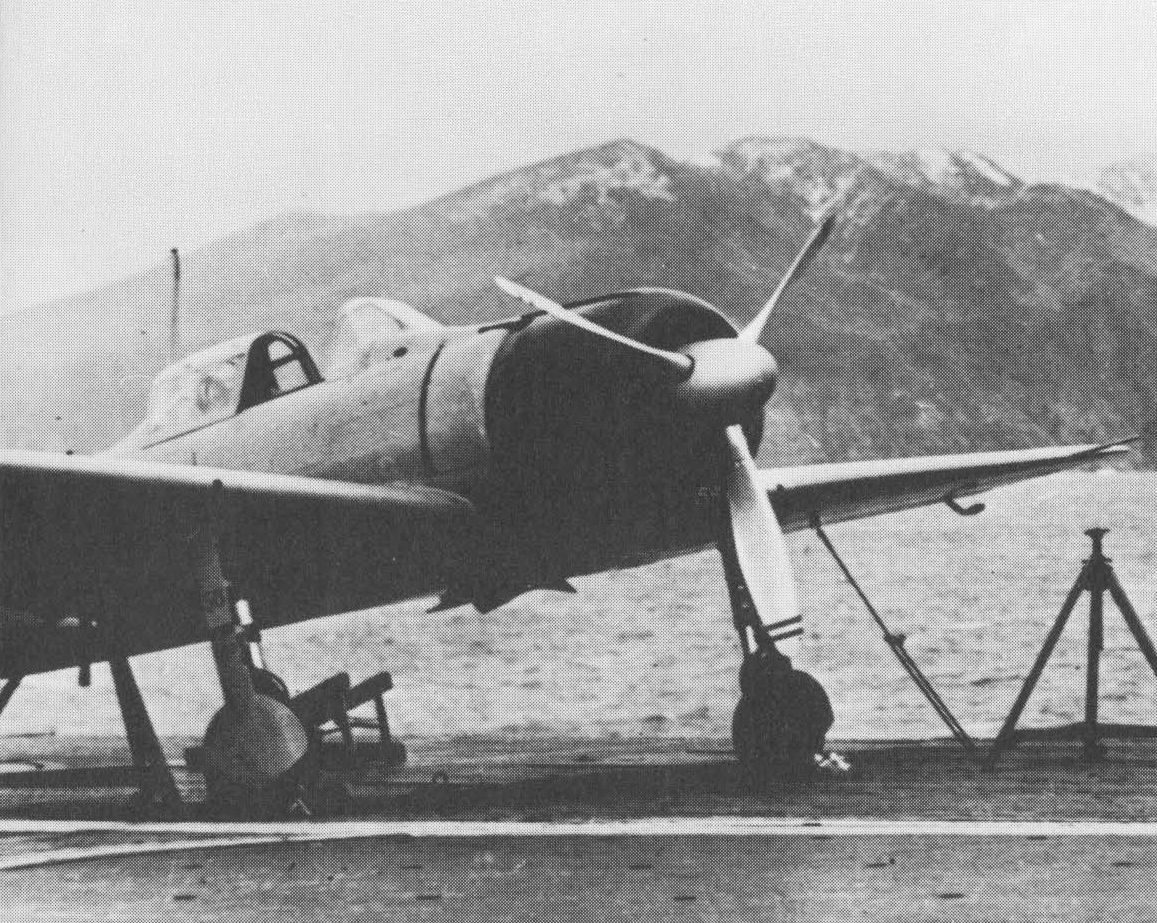
1941年11月択捉島単冠湾にて、赤城甲板上の板谷搭乗機

板谷 茂（いたや しげる、1909年〈明治42年〉7月10日 - 1944年〈昭和19年〉7月24日）は、日本の海軍軍人。海兵57期首席。第二次世界大戦時に航空参謀を務め、真珠湾攻撃やミッドウェー海戦に参加した。北海道千島列島で戦死。最終階級は海軍中佐。統合幕僚会議議長の板谷隆一は弟。

## 経歴
1909年（明治42年）7月10日、佐賀県三養基郡中原村で農家の長男として生まれる。弟に板谷隆一（海兵60期次席、海軍中佐、戦後に第7代海上幕僚長、第5代統合幕僚会議議長）がいる。
中原小学校、佐賀県立三養基中学校を経て、1926年4月9日、海軍兵学校57期に次席で入校。板谷は陸軍士官学校にも首席合格していた。1929年（昭和4年）3月27日、海軍兵学校を首席で卒業、少尉候補生として練習航海に従事。1930年12月少尉任官。1936年11月、龍驤分隊長。1940年1月、飛龍分隊長。
1941年4月、第一航空艦隊所属の赤城戦闘機隊飛行隊長に着任。板谷の下で戦闘機隊分隊長であった進藤三郎大尉によれば、真珠湾攻撃作戦が明かされた会議で、板谷は「われわれ戦闘機隊に対する不信だ、寝込みを襲わねばつぶせないのか」と苦言を呈し、帰りに「ハワイを空襲するとして、どうやって終結するのかな」と進藤に語ったという。1941年12月8日、太平洋戦争劈頭の真珠湾攻撃に第一次攻撃隊制空隊指揮官として参加。一航艦は南方作戦で連戦連勝を続ける。

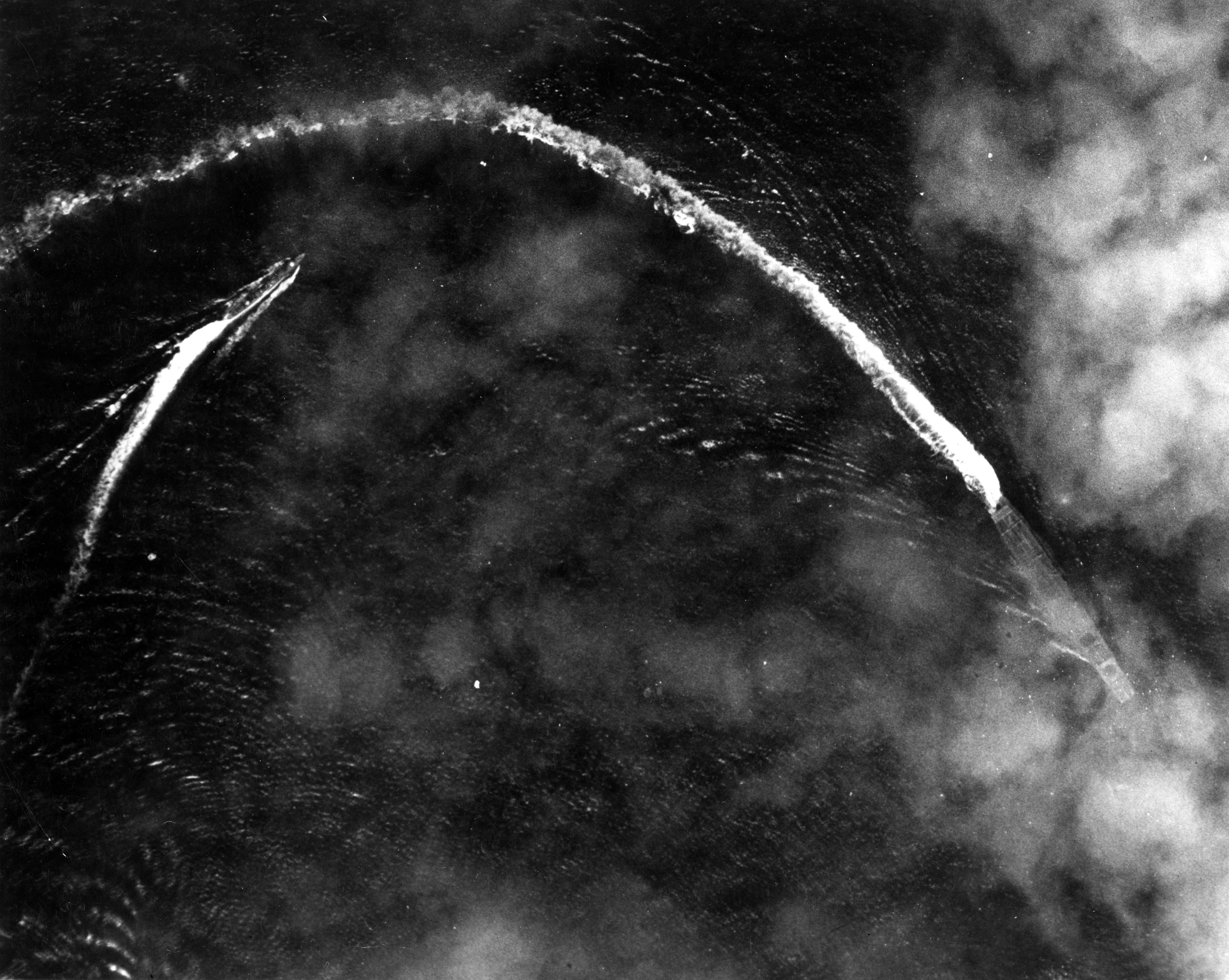
ミッドウェー海戦で旋回中の赤城

1942年6月、ミッドウェー海戦に参加。山本五十六連合艦隊長官と戦艦「大和」が南雲機動部隊の300浬後方からついてくることに対し、板谷は淵田美津雄中佐（赤城飛行隊長）や村田重治少佐（雷撃隊飛行隊長）らとともに「戦争見物でもするつもりか」と批判的だった。
日本時間6月5日午前1時30分、赤城が旗艦を務める南雲機動部隊はミッドウェー島の米軍基地に攻撃部隊を発進させた。赤城からは板谷少佐指揮の零戦9機（前の空中戦で1機喪失）、九九式艦上爆撃機18機が発進した。午前4時、ミッドウェー基地攻撃を終えた第一次攻撃隊が『第二次攻撃の必要性あり』と伝達する。5時20分に敵空母の存在を確認。5時30分、南雲忠一司令長官はミッドウェー基地への攻撃をとりやめ、米軍機動部隊を攻撃するため魚雷兵装転換命令を出す。赤城は板谷を含む第一次攻撃隊27機の収容を優先し、午前6時18分に収容を完了。午前7時26分、赤城はアメリカ海軍空母「エンタープライズ」から発進した艦載機SBD ドーントレスの急降下爆撃を受け、2発が命中、1発が至近弾となる。午後4時20分、赤城機関長の「自力航行不可能」の報告をもって、青木泰二郎艦長（大佐）は総員退去を決定。板谷ら多くの搭乗員が退艦した後、6月6日午前2時10分、自沈処理により赤城は沈没。ミッドウェー作戦は四空母を失う敗北に終わった。
1942年10月、第二三航空戦隊航空参謀。1944年7月、第五一航空戦隊航空参謀。1944年7月24日、九六式陸上攻撃機で北千島の幌筵に移動中、千島列島方面で陸軍機隼の誤射により乗機が撃墜され、戦死した。